# Митчелл, Уильям (юрист)
Уильям Митчелл (1832—1900) — американский юрист и судья канадского происхождения; отмечен за свою работу в штате Миннесота в качестве члена 3-го окружного суда Миннесоты и Верховного Суда штата Миннесоты. Он был также первым деканом юридического колледжа Св. Павла, позже переименованного в его честь, как «Юридический колледж Уильяма Митчелла».

## Биография

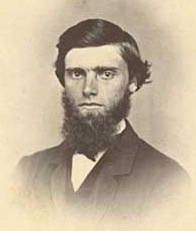
Митчелл. 1860 год.

Митчелл родился в городе Стэмфорд, штат Онтарио 19 ноября 1832 года. Его родители Джон Митчелл и Мэри Хендерсон оба были шотландскими иммигрантами.
Уильям учился в колледже Джефферсона в Пенсильвании, где подружился с Юджином Маклэнахан Уилсоном. После окончания колледжа в 1853 году, стал школьным учителем в Моргантауне, Западная Виргиния и начал изучать право с другом отца Эдгаром С. Уилсоном. Уильям Митчелл был принят в коллегию адвокатов в 1857 году.
Он переехал в Уинону, штат Миннесота со своим другом Юджином Маклэнахан Уилсоном. Там он начал заниматься юридической практикой  и имел дружеские отношения с Уилсоном, Дэниэлем Шелдон Нортоном, Уильямом Х. Йелем, Томасом Уилсоном и Уильямом Уиндомом. В 1859 году он был избран в палату представителей штата Миннесота на один срок. Он также служил на один срок, в качестве адвоката округа Уинона, Миннесота.

### Судейская карьера

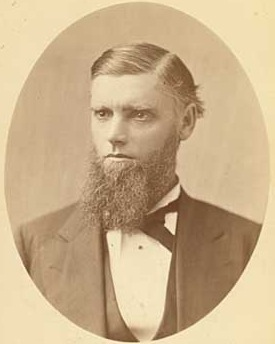
Митчелл. 1870 год.

В 1874 году Митчелл был избран в 3-й окружной суд Миннесоты. Он был переизбран на второй срок в должности судьи окружного суда в 1880 году, и был назначен в Верховный Суд Миннесоты в качестве компаньона судьи у губернаторав Джона С. Пиллсбери в 1881 году, после того, как суд был расширен с трех до пяти членов. Митчелл получил двухпартийную поддержку от Республиканской и Демократической партий в 1886 и 1892 годах. В 1898 году Митчелл получил назначение от Демократической партии, однако Республиканская партия его не поддержала и он потерпел поражение.
Президент Бенджамин Харрисон назначил Митчелла на свободное место в восьмой окружной апелляционный суд, но он в итоге снял свою кандидатуру. После того как он был включен в состав протектората США, Митчеллу предложили пост главного судьи Верховного Суда Пуэрто-Рико, но он отказался.

### Личная жизнь
Митчелл женился на Джейн Хануэй в Моргантауне в сентябре 1857. Она родила двух дочерей, прежде чем в 1867 году умерла. В 1872 году  Митчелл вновь женился на Фрэнсис М. Смит из Чикаго. У них родилось два сына. Один из них Уильям Д. Митчелл, который также продолжил юридическую карьеру отца и отправился служить в Генеральный Солиситор США в качестве Генерального прокурора США.
Митчелл был пресвитерианин.

### Более поздняя жизнь и смерть
В 1900 году Митчелл снова был избран первым деканом вновь созданного юридического колледжа Святого Павла. Однако он умер, прежде чем смог приступить к работе. Митчелл был похоронен на кладбище Вудлон в Вайноне, штат Миннесота.

## Наследие
В восемнадцать лет на корте, Митчелл написал более 1500 мнений затрагивающих все сферы закона штата Миннесота. В письме к другу известный Гарвардский профессор права Джеймс Брэдли Тэйер писал::71
"Когда юридический колледж Святого Павла слился с Миннесотским юридическим колледжем в 1956 году, смешанная школа была переименована в колледж Уильяма Митчелла."